# Ahmetli, Mardin
Ahmetli là một xã thuộc huyện Mardin, tỉnh Mardin, Thổ Nhĩ Kỳ. Dân số thời điểm năm 2010 là 34 người.